# Emma Rigby
Emma Catherine Rigby (ur. 26 września 1989 w St. Helens) – angielska aktorka, która wystąpiła m.in. w filmach Medicus, Adwokat i  Miłość bez końca.

## Filmografia

### Filmy
| Rok  | Tytuł                      | Rola                | Uwagi       |
| ---- | -------------------------- | ------------------- | ----------- |
| 2009 | A Kingdom without a King   | Alicia Waterstone   | krótkometr. |
| 2010 | Talk                       | Eloise              | krótkometr. |
| 2011 | Analogue Love              | Maggie              | krótkometr. |
| 2011 | Demons Never Die           | Samantha Rearden    |             |
| 2013 | Medicus                    | Rebecca             |             |
| 2013 | Adwokat                    | dziewczyna Tony’ego |             |
| 2014 | Miłość bez końca           | Jenny               |             |
| 2014 | Plastic                    | Frankie             |             |
| 2017 | Przemoc po amerykańsku     | Olivia Rose         |             |
| 2017 | Actors Anonymous           | Bree                |             |
| 2017 | Hollywood Dirt             | Summer Jenkins      |             |
| 2018 | The Festival               | Smurf Girl          |             |
| 2019 | The Protector              | Camille             |             |
| 2019 | A Guide To Second Date Sex | Tufts               |             |
| 2021 | The Power                  | Babs                |             |

### Telewizja
| Rok       | Tytuł                             | Rola                      | Uwagi          |
| --------- | --------------------------------- | ------------------------- | -------------- |
| 2002–2003 | Brookside                         | Elena Jones               | 3 odc.         |
| 2003      | Born and Bred                     | Lisa Gunstone             | 1 odc.         |
| 2005–2010 | Życie w Hollyoaks                 | Hannah Ashworth           | w gł. obsadzie |
| 2009      | Hollyoaks Later                   | Hannah Ashworth           | 5 odc.         |
| 2011      | Becoming Human                    | Brandy Mulligan           | 5 odc.         |
| 2011      | Fresh Meat                        | Rachel                    | 1 odc.         |
| 2012      | Prisoners' Wives                  | Gemma Roscoe              | 6 odc.         |
| 2012      | Pramface                          | Carrie-Ann                | 1 odc.         |
| 2013      | Ripper Street                     | Lucy Eames                | 4 odc.         |
| 2013      | The Job Lot                       | Chloe                     | 1 odc.         |
| 2013–2014 | Once Upon a Time in Wonderland    | The Red Queen / Anastasia | w gł. osadzie  |
| 2016      | Śmierć pod palmami                | Laura Hagen               | 1 odc.         |
| 2016      | Mother May I Sleep With Danger?   | Nightwalker               | film TV        |
| 2016      | Świąteczna dziewczyna             | Angie Wells               | film TV        |
| 2017      | Inspector George Gently           | Betty Platt               | 1 odc.         |
| 2018      | Endeavour: Sprawy młodego Morse’a | Carol Thursday            | 1 odc.         |
| 2018      | Bulletproof                       | Sophie                    | 2 odc.         |
| 2020      | Castlevania                       | dodatkowe głosy           | 10 odc.        |
| 2020      | Make Me Famous                    | Michelle                  | film TV        |